# Macroscelides (genre)
Genre
Macroscelides est le genre éponyme de l'ordre de mammifères des macroscélides.

## Liste des espèces
- Macroscelides proboscideus (Shaw, 1800)
- Macroscelides flavicaudatus Dumbacher et al. 2012[1]
- Macroscelides micus Dumbacher & Rathbun 2014[1]